# BFC Dynamo
BFC Dynamo, właśc. Berliner Fussball Club Dynamo – niemiecki klub piłkarski, grający obecnie w Regionallidze Nordost (czwarty poziom rozgrywkowy), mający siedzibę w Berlinie.

## Historia
Klub został założony 27 marca 1953 jako SC Dynamo Berlin. Początkowo był klubem lokalnym, ale już w 1957 awansował do DDR-Liga, czyli drugiej ligi piłkarskiej NRD. Rok później klub awansował do DDR-Oberliga. Odnosił pewne sukcesy na przełomie lat pięćdziesiątych i sześćdziesiątych, do których można zaliczyć Puchar NRD zdobyty w 1959. Po 1963 klub popadł w przeciętność, a w 1967 spadł z ligi.
Ponownie założony w 1954 po tym jak gracze innego klubu Dynamo Drezno otrzymali polecenie przeprowadzki do Berlina i założenia nowego klubu. Po roku Dynamo wróciło do ligi. W latach 1979–1988 klub zdobył dziesięć tytułów mistrza NRD z rzędu.

## Po zjednoczeniu
W 1990 klub zmienił nazwę na FC Berlin, ale w 1999 wrócił do dawnej nazwy. Po zjednoczeniu Niemiec, dla klubu nadeszły ciężkie czasy. Po utracie patronatu Stasi klub szybko spadł do trzeciej ligi. W sezonie 2000/01 Dynamo grało w IV lidze, pomimo wygrania swej grupy, w barażach o awans nie sprostało 1. FC Magdeburg, a w następnym sezonie zbankrutowało i wycofało się z rozgrywek na rok. W sezonie 2002/03 Dynamo wygrało V ligę (Verbandsliga) i w latach 2003–2008 nieprzerwanie grało w IV lidze (Oberliga Nord Ost-Nord). Po reformie rozgrywek latem 2008 r. i utworzeniu 3 Bundesligi, Oberliga N.O-N stała się 5 szczeblem rozgrywek i zespół z Berlina grał tam do sezonu 2013/14.
W 2014 roku BFC awansował do ligi regionalnej (Regionalliga). Sprawa awansu została rozstrzygnięta 5 kwietnia 2014 roku po wygraniu meczu przeciwko Lichtenberg 47 po golu Paula Grischoka.

## Sukcesy
- Mistrzostwo NRD (10x): 1979, 1980, 1981, 1982, 1983, 1984, 1985, 1986, 1987, 1988
- Puchar NRD (3x): 1959, 1988, 1989

## Kadra 2014/15
| Nr | Poz. | Piłkarz          |
| -- | ---- | ---------------- |
| 1  | BR   | Stephan Flauder  |
| 3  | PO   | Ronald Wolf      |
| 4  | OB   | Philipp Haastrup |
| 5  | OB   | Patrick Brendel  |
| 6  | PO   | Denis Novacic    |
| 7  | PO   | Kevin Gutsche    |
| 8  | OB   | Richard Ohlow    |
| 9  | NA   | Christian Preiß  |
| 11 | NA   | Djibril N'Diaye  |
| 12 | BR   | Nico Hinz        |
| 13 | PO   | Martin Zurawsky  |
| 14 | PO   | Tobias Scharlau  |
| 16 | OB   | Philipp Saalbach |

| Nr | Poz. | Piłkarz               |
| -- | ---- | --------------------- |
| 17 | PO   | Lukas Rehbein         |
| 19 | PO   | Marin Antunovic       |
| 21 | OB   | Philipp Dartsch       |
| 22 | OB   | Christof Köhne        |
| 23 | PO   | Björn Brunnemann      |
|    | NA   | Marjan Markic         |
|    | PO   | Christopher Mandiangu |
|    | OB   | Lukás Novy            |
|    | PO   | Joshua Putze          |
|    | NA   | Andis Shala           |
|    | OB   | Rico Steinhauer       |
|    | BR   | Niko Varrelmann       |

## Europejskie puchary
Legenda do wszystkich tabel:
- Q – runda eliminacyjna, 1/16, 1/8, 1/4, 1/2 – odpowiednia faza rozgrywek, Grupa – runda grupowa, 1r gr – pierwsza runda grupowa, 2r gr – druga runda grupowa, F – finał, R – runda, PO – play-off
- k. – rzuty karne, los. – losowanie, Dogr. – dogrywka, w. – zasada bramek strzelonych na wyjeździe

| Sezon   | Rozgrywki                 | Runda | Przeciwnik         | Dom | Wyjazd | Ogólnie        |
| ------- | ------------------------- | ----- | ------------------ | --- | ------ | -------------- |
| 1971/72 | Puchar Zdobywców Pucharów | 1R    | Cardiff City       | 1–1 | 1–1    | 2–2, k: 5–4    |
| 1971/72 | Puchar Zdobywców Pucharów | 1/8   | Beerschot VAC      | 3–1 | 3–1    | 6–2            |
| 1971/72 | Puchar Zdobywców Pucharów | 1/4   | Åtvidabergs FF     | 2–2 | 2–0    | 4–2            |
| 1971/72 | Puchar Zdobywców Pucharów | 1/2   | Dinamo Moskwa      | 1–1 | 1–1    | 2–2, k: 1–4    |
| 1972/73 | Puchar UEFA               | 1R    | Angers SCO         | 2–1 | 1–1    | 3–2            |
| 1972/73 | Puchar UEFA               | 2R    | Lewski Sofia       | 3–0 | 0–2    | 3–2            |
| 1972/73 | Puchar UEFA               | 1/8   | Liverpool          | 0–0 | 1–3    | 1–3            |
| 1976/77 | Puchar UEFA               | 1R    | Szachtar Donieck   | 1–1 | 0–3    | 1–4            |
| 1978/79 | Puchar UEFA               | 1R    | FK Crvena zvezda   | 5–2 | 1–4    | 6–6, w.        |
| 1979/80 | Puchar Europy             | 1R    | Ruch Chorzów       | 4–1 | 0–0    | 4–1            |
| 1979/80 | Puchar Europy             | 1/8   | Servette FC        | 2–1 | 2–2    | 4–3            |
| 1979/80 | Puchar Europy             | 1/4   | Nottingham Forest  | 1–3 | 1–0    | 2–3            |
| 1980/81 | Puchar Europy             | 1R    | APOEL FC           | 3–0 | 1–2    | 4–2            |
| 1980/81 | Puchar Europy             | 1/8   | Baník Ostrawa      | 1–1 | 0–0    | 1–1, w.        |
| 1981/82 | Puchar Europy             | 1R    | FC Zürich          | 2–0 | 1–3    | 3–3, w.        |
| 1981/82 | Puchar Europy             | 1/8   | Aston Villa        | 1–2 | 1–0    | 2–2, w.        |
| 1982/83 | Puchar Europy             | 1R    | Hamburger SV       | 1–1 | 0–2    | 1–3            |
| 1983/84 | Puchar Europy             | 1R    | Jeunesse Esch      | 4–1 | 2–0    | 6–1            |
| 1983/84 | Puchar Europy             | 1/8   | FK Partizan        | 2–1 | 0–1    | 2–2, w.        |
| 1983/84 | Puchar Europy             | 1/4   | AS Roma            | 2–1 | 0–3    | 2–4            |
| 1984/85 | Puchar Europy             | 1R    | Aberdeen           | 2–1 | 1–2    | 3–3, k: 5–4    |
| 1984/85 | Puchar Europy             | 1/8   | Austria Wiedeń     | 3–3 | 1–2    | 4–5            |
| 1985/86 | Puchar Europy             | 1R    | Austria Wiedeń     | 0–2 | 1–2    | 1–4            |
| 1986/87 | Puchar Europy             | 1R    | Örgryte IS         | 4–1 | 3–2    | 7–3            |
| 1986/87 | Puchar Europy             | 1/8   | Brøndby IF         | 1–1 | 1–2    | 2–3            |
| 1987/88 | Puchar Europy             | 1R    | Girondins Bordeaux | 0–2 | 0–2    | 0–4            |
| 1988/89 | Puchar Europy             | 1R    | Werder Brema       | 3–0 | 0–5    | 3–5            |
| 1989/90 | Puchar Zdobywców Pucharów | 1R    | Valur              | 2–1 | 2–1    | 4–2            |
| 1989/90 | Puchar Zdobywców Pucharów | 1/8   | AS Monaco          | 1–1 | 0–0    | 1–1, Dogr., w. |